# Braunia subincana
Braunia subincana là một loài Rêu trong họ Hedwigiaceae. Loài này được Broth. mô tả khoa học đầu tiên năm 1900.